# Joël Robert
Joël Robert, född 26 november 1943 i Châtelet i provinsen Hainaut, död 13 januari 2021 i Gilly i Charleroi i provinsen Hainaut, var en belgisk motocrossåkare som vann 250cc VM 6 gånger. Första gången han vann var 1964. Då körde han en CZ. Nästa år, 1965 kom han tvåa. Det gjorde han även 1966 och 1967. 1968 vann han igen på sin CZ. 1969 vann han igen. 1970 bytte han märke till Suzuki. Han vann även det året. Samma sak hände 1971 och 1972.
Det är bara en enda åkare som har vunnit VM fler gånger. Det är hans landsman Stefan Everts med 10 världsmästartitlar.